# István Juhász
István Juhász (Budapest, 17 de julio de 1945-16 de septiembre de 2024) fue un futbolista húngaro que jugó en la posición de centrocampista.

## Carrera

### Club
| Periodo   | Club              |
| --------- | ----------------- |
| 1963-1976 | Ferencvárosi TC   |
| 1976-1977 | San Diego Jaws    |
| 1978-1979 | San Diego Sockers |

### Selección nacional
Debutó con Hungría el 15 de junio de 1969 ante Dinamarca, jugó 23 partidos internacionales y anotó un gol, siendo su último partido internacional el 29 de mayo de 1974 ante Yugoslavia.
Ganó la medalla de oro en México 1968, participó en la Eurocopa 1972 y en dos eliminatorias mundialistas.

## Logros

### Club
- NB1 (3): 1964, 1967, 1968
- Copa de Hungría (1): 1972
- Copa de Ferias (1): 1965

### Selección nacional
- Juegos Olímpicos (1): 1968

### Individual
- Futbolista del Año de Hungría en 1973.